# Mute Records
Mute Records é uma gravadora independente, fundada em 1978 por Daniel Miller, a sede é no Reino Unido. Em 2002 o selo foi vendido para a EMI, onde ficou até 2010, quando voltou a ser independente; em 2013, os direitos de seu catálogo antigo foram transferidos para a BMG Rights Management após transação com a Universal Music, que comprou toda a EMI, mas teve que vender alguns selos e se desfaer da distribuição de outros por força da legislação anti-monopólio da União Europeia.

## História
Mute Records criou para si mesma a fama de ser um selo disposto a assinar com artistas de pós-punk e industrial como Fad Gadget ( Frank Tovey pseudônimo s), Einstürzende Neubauten, Throbbing Gristle, Deutsch-Amerikanische Freundschaft (DAF) e Cabaret Voltaire. Uma vez que a música eletrônica começou a figurar nas paradas britânicas a partir de 1981, Mute assinou com artistas como Wire, Depeche Mode, Nitzer Ebb, Yazoo e Erasure, as novas tecnologias utilizadas em suas gravações acabam por redefinir o som das pistas de dança no final dos anos 1980 e início de 1990.
Mute redefiniu-se novamente para incluir o rock alternativo com bandas como Sonic Youth, em seu selo Blast First. A gravadora também lançou em 1992 uma subsidiária chamada NovaMute Records, principalmente como canal de distribuição de música eletrônica experimental.
Mute Records ficou famosa por ser a casa dos grupos Depeche Mode e Erasure, apesar da falta do que é normalmente considerado um contrato. Goldfrapp, Moby, Nick Cave e Laibach são também pilares da Mute.
Os seguintes álbuns, lançados pela Mute foram nomeados para o Mercury Prize: We Can Create dos Maps (2007), Coles Corner de Richard Hawley (2006), Felt Mountain do Goldfrapp (2000) e Soul Murder de Barry Adamson (1992).
No Brasil, a gravadora foi representada pela Fermata do Brasil (então chamada Fermata Indústria Fonográfica e conhecida pela sigla FIF, entre 1978 e 1986), Warner Music (entre 1986 e 1995), Paradoxx Music, época em que relançou os álbuns do Depeche Mode e do Erasure no Brasil, Roadrunner Records (entre 1999 e 2000), Sum Records (entre 2000 e 2001), EMI Music (entre 2001 e 2013) e, por fim, Sony Music (desde 2013).
A Mute Records foi a primeira gravadora britânica a marcar presença na Internet, com uma iniciativa intitulada Mute Liberation Technologies. Isso começou como uma BBS; em seguida tornou-se um canal de Telnet e, finalmente, um website.
Em 10 de maio de 2002, a EMI adquire a Mute Records, estendendo-se uma relação de licenciamento existente entre Mute, EMI e Virgin Records que durou mais de 15 anos. Em 2010, Daniel Miller, fundador e presidente executivo, responsável por todas as atividades globais da empresa, entra em acordo com a EMI e compra a sua gravadora de volta. (Na época, a EMI já passava por sérias dificuldades financeiras, e o acordo de compra ocorre de maneira amistosa).
Em Setembro de 2012, a Universal Music Group compra a EMI, passando a Mute Records a ser distribuida pelas duas empresas, porém com o desmembramento da EMI, a Mute assina novos contratos de distribuição:um com a Alternative Distribution Alliance, da Warner Music; e outro com a PIAS.
Para o Depeche Mode, a banda e a Mute fazem um acordo de distribuição a parte: seus discos serão lançados pelo selo da Mute e terão distribuição da Columbia Records no mercado internacional - exceto a América do Norte. Esse acordo inclui toda a discografia do Depeche Mode. Além disso, a banda manterá a administração dos copyrights & royalties através da Venusnote Ltd., a empresa da qual os Depeche são acionistas.
Embora a Mute nunca tenha adquirido o mesmo glamour de seus contemporâneos "indies", como Factory Records e Rough Trade Records, ela consegui  ultrapassava-los em termos de vendas.

## Artistas atuais e/ou passados do selo
Musica industrial
- Fad Gadget (pseudônimo de Frank Tovey)
- Einstürzende Neubauten
- Throbbing Gristle
- Deutsch-Amerikanische Freundschaft (DAF)
- Cabaret Voltaire

Britânicos
- Wire
- Depeche Mode
- Nitzer Ebb
- Yazoo
- Erasure
- New Order
- Rock alternativo
- Sonic Youth (pelo sub-selo Blast First)